# Bellecombe-en-Bauges
Bellecombe-en-Bauges é uma comuna francesa na região administrativa de Auvérnia-Ródano-Alpes, no departamento da Saboia. Estende-se por uma área de 22.89 km². Em 2010 a comuna tinha 692 habitantes (densidade: 30,2 hab./km²).